# Kallinge landskommun
Kallinge landskommun var en tidigare kommun i Blekinge län med huvudorten Kallinge.

## Administrativ historik
Det stod ganska snart klart på nationell nivå att kommunreformen 1952 inte hade varit tillräckligt genomgripande och 1964 började man därför förbereda nästa reform. Redan innan det arbetet kommit igång lades dock Hallabro landskommun, Ronneby landskommun och Eringsboda församling ur Tvings landskommun samman år 1963. Den nya kommunen fick namn efter bruksorten Kallinge som också blev den nya kommunens centralort. Kallinge kommun blev en av de mest kortlivade i svensk kommunhistoria. Redan 1967 var kommunbildningen inom Ronneby kommunblock klar och Kallinge landskommun gick upp i Ronneby stad, som 1971 omvandlades till Ronneby kommun.
Kommunkod var 1011.

### Kyrklig tillhörighet
I kyrkligt hänseende tillhörde kommunen församlingarna Backaryd, Eringsboda, Öljehult och Ronneby, den sistnämnda var uppdelad mellan Ronneby stad och Kallinge landskommun.

## Politik

### Mandatfördelning i valen 1962
|  | 22 | 9 | 4 | 4 |

| 36 |